# Delia sphaerobasis
Delia sphaerobasis este o specie de muște din genul Delia, familia Anthomyiidae, descrisă de Fan și Qian în anul 1984. Conform Catalogue of Life specia Delia sphaerobasis nu are subspecii cunoscute.